# Aquacidia
Aquacidia is een geslacht van korstmossen behorend tot de familie Byssolomataceae. De typesoort is Aquacidia trachona.

## Soorten
Volgens Index Fungorum bevat het geslacht drie soorten (peildatum oktober 2023):
| Soortnaam                | Auteur(s)                    | Publicatiejaar |
| ------------------------ | ---------------------------- | -------------- |
| Aquacidia antricola      | (Hulting) Aptroot            | 2018           |
| Aquacidia trachona       | (Ach.) Aptroot               | 2018           |
| Aquacidia viridifarinosa | (Coppins & P. James) Aptroot | 2018           |